# Batalha de Saule

A Confederação Livónia em 1260, mostrando a Batalha de Saule perto de Šiauliai

A Batalha de Saule decorreu o 22 de setembro de 1236 entre os Irmãos Livónios da Espada e os samogícios pagãos. Sendo derrotados os cruzados, os sobreviventes da Ordem aceitaram começar a fazer parte da Ordem Teutónica em 1237. As forças livónias foram destroçadas, incluindo o mestre livónio, Volquin. Esta foi a primeira grande derrota sofrida pelas ordens nas terras bálticas. A batalha encorajou as revoltas entre os curónios, semigalianos, selónios e oésios, tribos que tinham sido anteriormente conquistadas pelos Irmãos Livónios da Espada. Nesta contenda os cruzados perderam por volta de trinta anos de conquistas na margem esquerda do Daugava. Para comemorar a batalha, os parlamentos lituano e letónio declararam em 2000 o 22 de setembro como o Dia da Unidade Báltica.

## Contexto
Os Irmãos da Espada foram estabelecidos em 1202 em Riga para conquistar e converter as tribos bálticas ao cristianismo. Por volta da década de 1230 baixo a liderança do mestre Volquin, a Ordem estava a lidar com dificuldades financeiras, decrescimento do seu poder e má reputação. A Ordem estava em conflito com o papado do Papa Gregório IX e com o Sacro Império, dois dos seus maiores apoiantes. O 19 de fevereiro de 1236, o Papa Gregório IX emitiu uma bula papal declarando a cruzada contra a Lituânia. Volquin tinha como alvo a Samogícia, planeando conquista a costa do mar Báltico e ligar-se com os cavaleiros teutónicos na Prússia. Os Irmãos da Espada queriam continuar a expandir-se pelo rio Daugava mas tinham certa relutância em marchar contra a Samogícia. No outono de 1236 uma seção de cruzados chegaram do Holsácia. Volquin reuniu uma grande força guerreira, a qual incluiu tropas da República de Pskov, livónias, latgalianas e estónias.

## Eventos da batalha
Os cavaleiros marcharam em direção ao sul, pilhando e arrasando os assentamentos locais. Os locais só tinham uns poucos dias para reunir tropas para defender-se. Durante o retorno dos cavaleiros pelo norte, contudo, eles encontraram um determinado grupo de samogícios num cruzamento fluvial. De maneira a evitar o risco de perder os seus cavalos no pântano, os holsácios rejeitaram lutar a pé, forçando os cavaleiros a acampar pela noite. A manhã seguinte, no dia de São Maurício, a principal força pagã, possivelmente liderada pelo duque Vykintas, chegou ao campo. A cavalaria ligeira lituana lançou dardos de arremesso a curta distância, que foram muito eficazes contra a fraca e mal armada cavalaria pesada livónia. O terreno pantanoso era vantajoso para os mal armados pagãos. As mal equipadas forças armadas nativas baixo o comando dos Irmãos da Espada rapidamente caíram em desgraça. Os cruzados e cavaleiros que tentaram chegar a Riga foram alegadamente mortos pelos semigalianos.

## Palco bélico
A localização exata do lugar onde decorreu a batalha é desconhecida. A Chronicum Livoniæ de Hermann de Wartberge mencionou que a batalha teve lugar em terram Sauleorum. Tradicionalmente, este foi identificado com Šiauliai (alemão: Schaulen, letão:  Šauļi) na Lituânia ou na pequena cidade de Vecsaule perto de Bauska no que é atualmente a Letónia. Em 1965 o historiador alemão Friedrich Benninghoven propôs a vila de Jauniūnai no distrito de Joniškis, na Lituânia como o local da batalha. A teoria arrecadou algum apoio académico e em 2010 o governo lituano patrocinou a construção de um memorial em Jauniūnai. A vila de Pamūšis situada a uns dez quilómetros a este de Jauniūnai no rio Mūša, também diz ser o palco bélico. Saule/Saulė significam "o Sol" em letão e em lituano respetivamente.